# Methylphenidat
Methylphenidat (bedre kendt under handelsnavnet Ritalin®) er et centralstimulerende lægemiddel, der anvendes til behandling af ADHD og relaterede lidelser hos primært børn og unge, men i nyere tid også hos voksne. Disse neurologiske diagnoser er tidligere gået under andre betegnelser, herunder MBD, hyperaktivitet og DAMP (i Skandinavien).
Forbruget af methylphenidat har de seneste år været støt stigende og en række kontroverser om stoffet har været fremme i medierne, både i udlandet og i Danmark. Disse omhandler bl.a. sikkerheden af stoffet, hvor der har været kritik af at bivirkninger ved langtidsbehandling er utilstrækkeligt undersøgt. Desuden har det stigende forbrug rejst etiske spørgsmål om psykofarmakologisk behandling af børn.
Methylphenidats virkning skyldes en generel øgning af niveauerne af signalstofferne dopamin og noradrenalin i hjernen.[kilde mangler]

## Anvendelse
Methylphenidat er i Danmark godkendt til behandling af ADHD (ICD diagnose: Hyperkinetisk forstyrrelse) for patienter fra seks år og til behandling af søvnsygdommen narkolepsi hos voksne. Methylphenidat er førstevalg til behandling af denne lidelse. Det kan skyldes Sundhedsministeriets regler om, at det er første trin i udredning af medicinsk behandling for patienter med ADHD.[kilde mangler]
Ifølge Sundhedsministeriets retningslinjer bør behandling af børn og unge med centralstimulerende midler altid igangsættes af en speciallæge i børne- og ungdomspsykiatri, eller i visse tilfælde af en speciallæge i neurologi, pædiatri eller psykiatri. Vedligeholdelsesbehandlingen kan derefter varetages af den praktiserende læge.
Methylphenidat har vist sig at være effektivt mod den sjældne autonomiske lidelse postural ortostatisk takykardi-syndrom.
Methylphenidat finder også anvendelse indenfor palliativ medicin, hvor dets stimulerende egenskaber udnyttes til at modvirke opioid-induceret sløvhed, forstærke opioiders smertestillende effekt, at behandle depression, samt forbedre de kognitive funktioner hos kræftpatienter.
Methylphenidats opmærksomheds- og udholdenhedsøgende egenskaber bliver også udnyttet af studerende. Et studiue fra 2001 viste, at 6,9 % af universitetsstuderende i USA havde misbrugt methylphenidat til dette formål.

## Dispenseringsformer
Registrerede handelsnavne for methylphenidat i Danmark pr. september 2012 er Concerta, Equasym® Depot, Medikinet®, Motiron®, Ritalin®, Ritalin® Uno og Ritalina LA.
Methylphenidat fås i Danmark kun som perorale lægemiddelformer, enten som tabletter eller kapsler. I andre lande findes stoffet også bl.a. som injektionsvæske og plaster.

### Depotformuleringer
Methylphenidats korte halveringstid bevirker, at det er nødvendigt at indtage konventionelle tabletter op til fire gange dagligt for at opretholde en nogenlunde konstant plasmakoncentration. Derfor er der udviklet flere formuleringer med modificeret stofafgift, såkaldte depotformuleringer. Disse depotformuleringer sælges under navne som Ritalin® Uno, Concerta, Equasym® Depot og Medikinet® CR, og gør det muligt at nøjes med at administrere lægemidlet 1-2 gange dagligt.
Daytrana® er et medicinsk depotplaster med methylphenidat. Dette præparat er dog p.t. ikke markedsført i Danmark.

### Galleri af forskellige versioner og typer af lægemidlet
- 1. Æske med Motiron® tabletter
- 2. Motiron® tablet
- 3. Ritalin® Uno depotkapsler

- Fotografi 1: Æske med Motiron®-tabletter indeholdende 10 mg methylphenidat, dansk version, produceret af Sandoz, der er en del af koncernen Novartis.
- Fotografi 2: Motiron®-tablet med 10 mg methylphenidat, dansk version, produceret af Sandoz. Tabletterne er prægemærket med koden "RU10".
- Fotografi 3: Ritalin® Uno-depotkapsler med emballage, dansk version, produceret af Novartis.

På fotografi 3 ses Ritalin® Uno-kapsler med doserne 20 mg, 30 mg og 40 mg og disses emballage.

## Historie
Methylphenidat blev første gang syntetiseret i 1944 af Leandro Panizzon og patenteret af Ciba-Geigy (nu en del af Novartis) i 1954. Stoffet blev godkendt af den amerikanske levneds- og lægemiddelstyrelse (FDA) i 1955 og markedsført som Ritalin. Navnet Ritalin er udledt fra Panizzons kones fornavn, Marguerite eller "Rita". Methylphenidat var i starten indikeret til behandling af diverse lidelser såsom kronisk træthed, depressive tilstande, forvirret senil adfærd, psykose associeret med depression og narkolepsi.
Methylphenidat blev, ligesom andre centralstimulerende midler, i 1960'erne anvendt som modgift ved forgiftning med barbiturater.
Opdagelsen af centralstimulerende midlers effekt på ADHD tilskrives Charles Bradley i 1937. Han arbejdede med børn med neurologiske problemer og anvendte en teknik kaldt pneumoencephalografi til undersøgelse af børnene. Ved denne teknik tappes det meste af cerebrospinalvæsken og erstattes med luft for at give et bedre røntgenbillede af hjernen. Undersøgelsen førte til massive hovedpiner, som han behandlede med amfetamin. Han opdagede dermed tilfældigvis, at nogle af børnene med adfærdsvanskeligheder klarede sig betydeligt bedre i skolen efterfølgende. Disse børn ville i dag sandsynligvis blive diagnosticeret med ADHD.
I 1960'erne begyndte man at anvende methylphenidat til behandling af børn med ADHD, som dengang blev kaldt minimal brain dysfunction (MBD). Siden 1990'erne er antallet af personer diagnosticeret med ADHD steget markant, hvilket har medført en stor stigning i forbruget af methylphenidat.

## Farmakologi

### Kemi
Methylphenidat er, som mange andre centralstimulerende stoffer, et phenethylamin og indeholder derudover en piperidin-ring samt en estergruppe. Stoffet besidder to stereocentre, hvilket resulterer i fire mulige stereoisomerer (dextro- og laevo-enantiomerer af hhv. erythro- og threo-methylphenidat). Det er imidlertid kun to af disse stereoisomerer, der anvendes terapeutisk i en racemisk blanding, nemlig de to threo-isomerer.
Det systematiske IUPAC-navn for methylphenidat er "methylphenyl(piperidin-2-yl)acetat".

### Farmakodynamik
Methylphenidat er et mildt psykostimulerende middel. Der er bred konsensus om, at stoffets farmakologiske virkning primært skyldes en hæmning af monoamintransportører i hjernen.
In vitro-studier med synaptosomer har vist, at stoffet hæmmer genoptagelsen af signalstofferne dopamin og noradrenalin fra synapsespalterne ind i nerveterminalen. Methylphenidat besidder derimod ingen virkning på serotonin-transportørsystemet. Hæmningen af genoptagelsen fører til øgede koncentrationer af dopamin og noradrenalin i hjernen, som bl.a. resulterer i lindring af ADHD's kernesymptomer: Hyperaktivitet, impulsivitet og nedsat opmærksomhedsevne.
Desuden viser disse studier, at d-threo-isomeren af methylphenidat er ca. 10 gange mere farmakologisk aktiv end l-threo-isomeren, mens erythro-isomererne ingen signifikant central virkning har.
Den farmakologiske virkemåde af methylphenidat ligner mere kokains end amfetamins, da methylphenidat og kokain primært hæmmer genoptagelse af monoaminer, mens amfetamin, ud over en vis hæmning af genoptagelse, også fører til en direkte frigivelse af disse signalstoffer. Derudover har amfetamin, i modsætning til methylphenidat, en vis virkning på serotoninniveauerne.
In vivo-dyrestudier bekræfter fundene i in vitro-forsøgene, nemlig at methylphenidat bevirker en generel øgning af niveauerne af dopamin og noradrenalin i centralnervesystemet.

### Metabolisme
Metabolismen af methylphenidat består primært af hydrolyse, hvor estergruppen kløves. Dermed dannes metabolitten ritalinsyre. Hydrolysen er katalyseret af enzymet carboxylesterase 1 (CES1), der primært findes i leveren.

## Bivirkninger
De mest hyppige bivirkninger for methylphenidat er hovedpine, søvnbesvær, nervøsitet, mavesmerter, nedsat appetit og forstoppelse. Disse bivirkninger ses mest i den indledende fase af behandlingen og er typisk forbigående.
Andre mere sjældne bivirkninger er palpitationer, nervøsitet, mundtørhed, vægttab, kvalme og irritabilitet.
Methylphenidat kan forværre symptomerne ved skizofreni og andre psykotiske lidelser, og stoffet er derfor kontraindiceret hos patienter med skizofreni, personlighedsforstyrrelser, bipolar affektiv sindslidelse eller mani.

### Kardiovaskulære bivirkninger
På grund af methylphenidats sympatomimetiske egenskaber, der fører til en gennemsnitlig øgning i blodtryk og puls på hhv. 1-4 mm Hg og 3-8 slag pr. minut, har der været mistanke om, at behandling med stoffet kan medføre en øget risiko for pludselig hjertedød eller andre alvorlige kardiovaskulære hændelser.
I februar 2006 stemte rådgivningsudvalget for lægemiddelsikkerhed og risikohåndtering i den amerikanske fødevare- og lægemiddelforvaltning (FDA) om, hvorvidt lægemidler med methylphenidat skulle forsynes med den stærkeste advarsel der findes for medicin i USA, den såkaldte "Black Box"-advarsel. Udvalget stemte otte for og syv imod. Ved et efterfølgende møde i det pædiatriske rådgivningsudvalg i FDA blev det besluttet ikke at følge dette råd, baseret på at studier ikke har kunnet påvise en øget risiko for pludselig hjertedød hos mennesker uden eksisterende hjerteproblemer. Derudover fandtes der allerede en advarsel på pakningerne om, at forsigtighed skal udvises ved behandling af børn med kendte hjerteproblemer.
Flere studier har undersøgt hyppigheden af hjerteproblemer hos børn og unge i behandling med stimulerende midler. Nogle studier har kunnet påvise en øget risiko, som dog kan bortforklares ved studiernes metodologiske svagheder. Nyere, større studier har ikke kunnet påvise en øget risiko for alvorlige hjertetilfælde hos personer i behandling med stimulerende midler ift. kontrolgrupper.
Medicin.dk påpeger dog, at methylphenidat bør anvendes med forsigtighed hos personer med hjerte-kar-sygdomme eller familiær disposition herfor.

### Væksthæmning
Der har været bekymringer om, at methylphenidat fører til en reduktion i væksthastighed hos børn. Studier har vist, at væksthastigheden i behandlingsperioden midlertidigt er en smule nedsat, men at kroppen senere kompenserer for dette, og at børnene når samme højde som ikke-behandlede børn.

## Doping, sport og bilkørsel
Methylphenidat er i gruppe S6b (stimulerende stoffer) på Anti Doping Danmarks dopingliste. Dette betyder, at påvisning af methylphenidat hos alle idrætsudøvere ifm. konkurrencer medfører udelukkelse fra alle trænings- og konkurrenceaktiviteter samt et hvilket som helst ulønnet eller lønnet hverv inden for Danmarks Idræts-Forbund, medlemsorganisationer og foreninger.
Dog kan der søges om lægepåtegnet dispensation, kaldt Therapeutic Use Exemption (TUE), fra disse regler.
Lægemiddelpakninger med methylphenidat forsynes med rød advarselstrekant, som betyder at "forsigtighed tilrådes ved bilkørsel og maskinbetjening".

## Misbrug
Da methylphenidat bevirker en øgning af dopamin-niveauerne i hjernen, kan indtagelse af stoffet føre til eufori, og der eksisterer derfor en risiko for misbrug. I den kliniske anvendelse af methylphenidat administreres stoffet peroralt. Ved peroral indgift forekommer en langsom stigning i dopamin-niveauerne, som ikke i væsentlig grad udløser eufori. Derimod medfører intravenøs eller intranasal indgift af methylphenidat en hurtigere og kraftigere stigning i dopamin, og disse administrationsveje er derfor langt mere tilbøjelige til at udløse eufori.
Ved misbrug af methylphenidat bliver tabletter også typisk knust og enten sniffet eller opløst i væske og injiceret. Større perorale doser af methylphenidat kan dog også udløse eufori. Da syntesen af methylphenidat ikke er ukompliceret, er kilden for misbrugere primært diversion af lægemidlet i stedet for ulovlig syntese. Enkelte case-rapporter, hvor methylphenidat har været misbrugt intranasalt, angiver misbrugsdoser i området 60-100 mg. Misbrugere der søger eufori foretrækker intravenøs eller intranasal administration, mens misbrugere der søger den udholdenhedsøgende og opkvikkende effekt foretrækker peroral administration.

### Kontrol og forebyggelse af misbrug
På grund af methylphenidats misbrugspotentiale har stoffet udleveringsbestemmelse AP4, hvilket vil sige, at det er omfattet af §4 i receptbekendtgørelsen og derfor kun må udleveres én gang efter samme recept, at lægens CPR-nummer skal påføres recepten, samt at alle ordinationer og udleveringer af lægemidlet overvåges af Sundhedsstyrelsen.
Methylphenidat er på liste B i bekendtgørelsen om euforiserende stoffer og må derfor kun benyttes til medicinske og videnskabelige formål.

## Kontroverser
Der har været en række kontroverser om behandling med stimulerende midler som methylphenidat.

### Stigende forbrug
Forbruget af methylphenidat har været kraftigt stigende siden 1990'erne i den vestlige verden og Danmark er ingen undtagelse i denne henseende. F.eks. udgav Sundhedsstyrelsen i 2010 en rapport, der viste at antallet af personer i Danmark i behandling med medicin mod ADHD tidobledes over perioden 2000-2009. Rapporten viste også at det gennemsnitlige forbrug pr. person var steget og konkluderede at:
"En betydelig stigning ud over de aktuelle 2,2 % i andelen af drenge i aldersgruppen 10-19 år, som behandles medicinsk, forekommer ikke rationelt. Forbruget i denne gruppe bør i særdeleshed følges tæt. Forbruget blandt piger i aldersgruppen 10-19 år afspejler næppe forekomsten af tilstanden, hvorfor en yderligere stigning i forbruget i denne gruppe ikke kan udelukkes. Det stigende forbrug blandt voksne afspejler den øgede opmærksomhed omkring tilstanden også hos voksne. Forbruget i denne gruppe bør ligeledes følges tæt og potentialet for misbrug haves in mente. Stigningen i den gennemsnitlige dosis per år kan afspejle færre/kortere behandlingspauser og/eller anvendelse af større doser. Begge forhold er ikke nødvendigvis rationelle. Methylphenidat anvendes i udstrakt grad som førstevalg, hvilket er rationelt. Der anvendes i stor udstrækning depotformulering af methylphenidat, hvilket også er rationelt".
Denne udvikling har fået meget opmærksomhed i medierne. Bl.a. har det i Dagbladet Information været fremhævet at:
"Et stigende antal syge og medicinerede børn kan umuligt være et samfundsmæssigt sundhedstegn, og inflationen i ADHD-diagnose og -medicin kan ikke alene forklares med bedre diagnosticeringsredskaber og længere tids medicinering. Det handler bl.a. også om børneliv, om diagnosens betydning i forhold til anerkendelse, sociale ydelser og om patologisering af livsproblemer. Sidst men ikke mindst handler det om medicinkultur."
Senere studier har dog vist at det stigende antal af personer i medicinsk behandling for ADHD er stagneret de seneste to år, både ift. incidens og prævalens.